# Ridderzaal

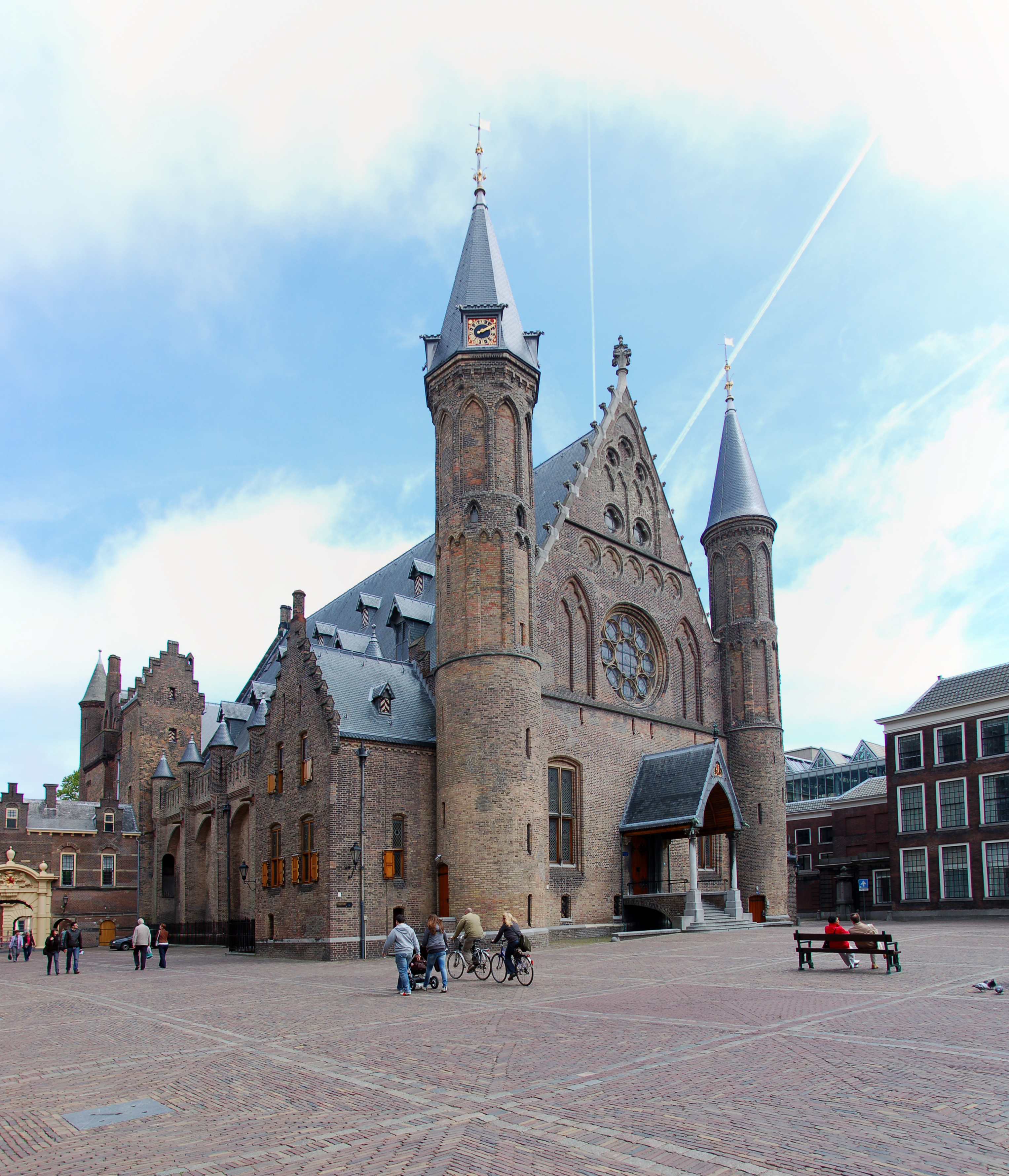
La Ridderzaal.

La Ridderzaal (en français, « salle des chevaliers ») est l'un des bâtiments de la Binnenhof à La Haye, aux Pays-Bas. La salle de réception médiévale est utilisée depuis 1904 pour la cérémonie d'ouverture de la session parlementaire, le 3e mardi du mois de septembre (Prinsjesdag), lorsque le monarque des Pays-Bas rejoint le Parlement dans le Carrosse Doré, pour y prononcer le discours du Trône. Elle est également utilisée pour des réceptions royales officielles et des conférences inter-parlementaires.

## Histoire
Peu avant 1230, Florent IV de Hollande achète le Hof (tribunal, cour de justice) de Dame Meilendis à Dirk van Wassenaar sur le territoire de ce qui allait devenir La Haye. Il commence à construire une résidence comtale, dont les quartiers d'habitation forment le noyau.
La Ridderzaal est la salle de réception du complexe du Grafelijke Zalen construit au XIIIe siècle ; elle était appelée la « Grote » ou « Hoge Zaal » (Grande ou Haute Salle). Le Grafelijke Zalen est construit sur ordre du comte Guillaume II de Hollande et achevé vers 1288 sous le comte Florent V de Hollande. Plus tard, d'autres bâtiments sont construits autour d'elle. En l'absence des comtes, la salle ne sert que d'antichambre au Grafelijke Zalen où la Cour de Hollande tient ses séances. À l'époque des Provinces-Unies et durant la République batave, la salle est utilisée à différentes autres fins, comme la vente de livres, comme lieu de promenade, de marché, de salle d'attente pour le tribunal, de salle d'exercice et pour les tirages de la loterie d'État. C'est pourquoi on l'appelait aussi la salle de la loterie. Le nom Ridderzaal n'est apparu qu'au XIXe siècle, sous l'influence du romantisme.
Au cours du XIXe siècle, un certain nombre de dépendances de la Ridderzaal sont démolies ; le toit est également détruit pour être reconstruit en verre et acier, avant d'être à nouveau détruit et reconstruit, 12 ans plus tard, comme une réplique du toit du XIIIe siècle. Elle est restaurée entre 1898 et 1904 pour son usage actuel.
En 1994 et 1995, lors de la restauration de sa propre salle de réunion, la Première Chambre des États généraux utilise la Salle des Chevaliers pour ses réunions. Cela se produit également en 2020 et 2021 lors de la pandémie de Covid-19 aux Pays-Bas, rendant impossible toute réunion dans la salle du Sénat car la mesure d'un mètre et demi ne pouvait pas être respectée. Pour la même raison, les discours du Trône de 2020 et 2021 n'ont pas été prononcés dans la salle des chevaliers, mais dans la Grote Kerk où il y a plus d'espace pour se conformer à cette mesure que dans la salle des Chevaliers. Le discours du Trône n'est pas non plus prononcé dans la salle des chevaliers à partir de 2022, en raison de la rénovation de la Binnenhof et est temporairement présenté au Théâtre Royal.

## Utilisation actuelle

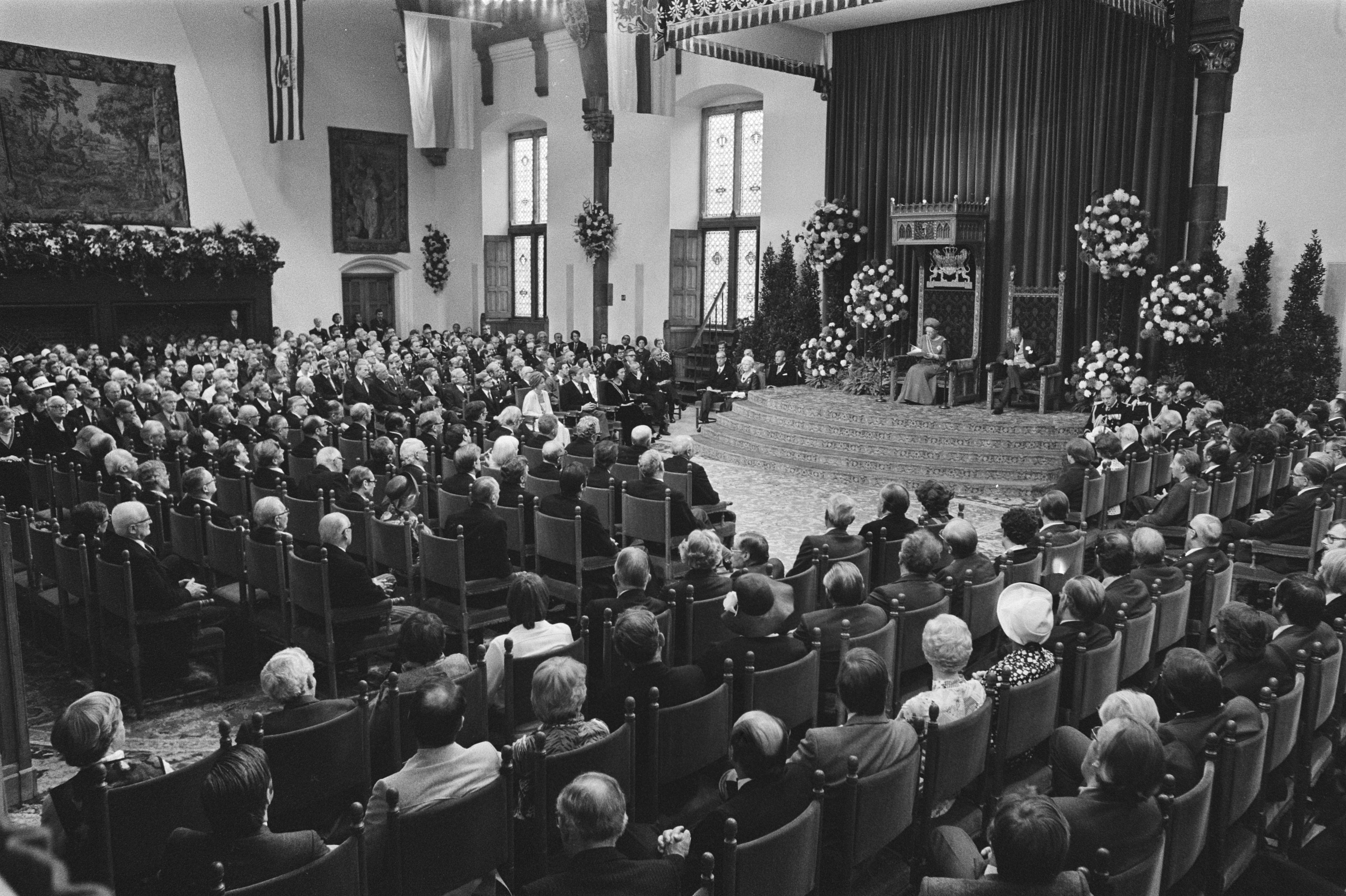
Prinsjesdag à la Ridderzaal en 1977.

La salle peut accueillir jusqu'à 850 personnes. 
Depuis 1904, la Ridderzaal  accueille chaque année l'Assemblée des États généraux du royaume des Pays-Bas au cours de laquelle le roi ou la reine prononce le discours du Trône. Depuis 1848 (avec une interruption pendant la Seconde Guerre mondiale), l'année parlementaire s'ouvre le troisième mardi de septembre (Prinsjesdag). La salle des Chevaliers est régulièrement utilisée pour des dîners d'État, des conférences intergouvernementales, des commémorations, des récompenses, des actes cérémoniels tels que la signature de traités et la remise de prix d'État. Le 1er décembre 1954, la reine Juliana y apposa sa signature confirmative sous le statut du royaume des Pays-Bas. A l'occasion des fiançailles de la princesse Beatrix et de Claus von Amsberg le 27 février 1966, le couple se vit offrir une grande fête dans la salle le soir, avec notamment une représentation du cabaretiste Paul van Vliet. Les médaillés néerlandais aux Jeux olympiques y reçoivent une distinction royale.

## Description

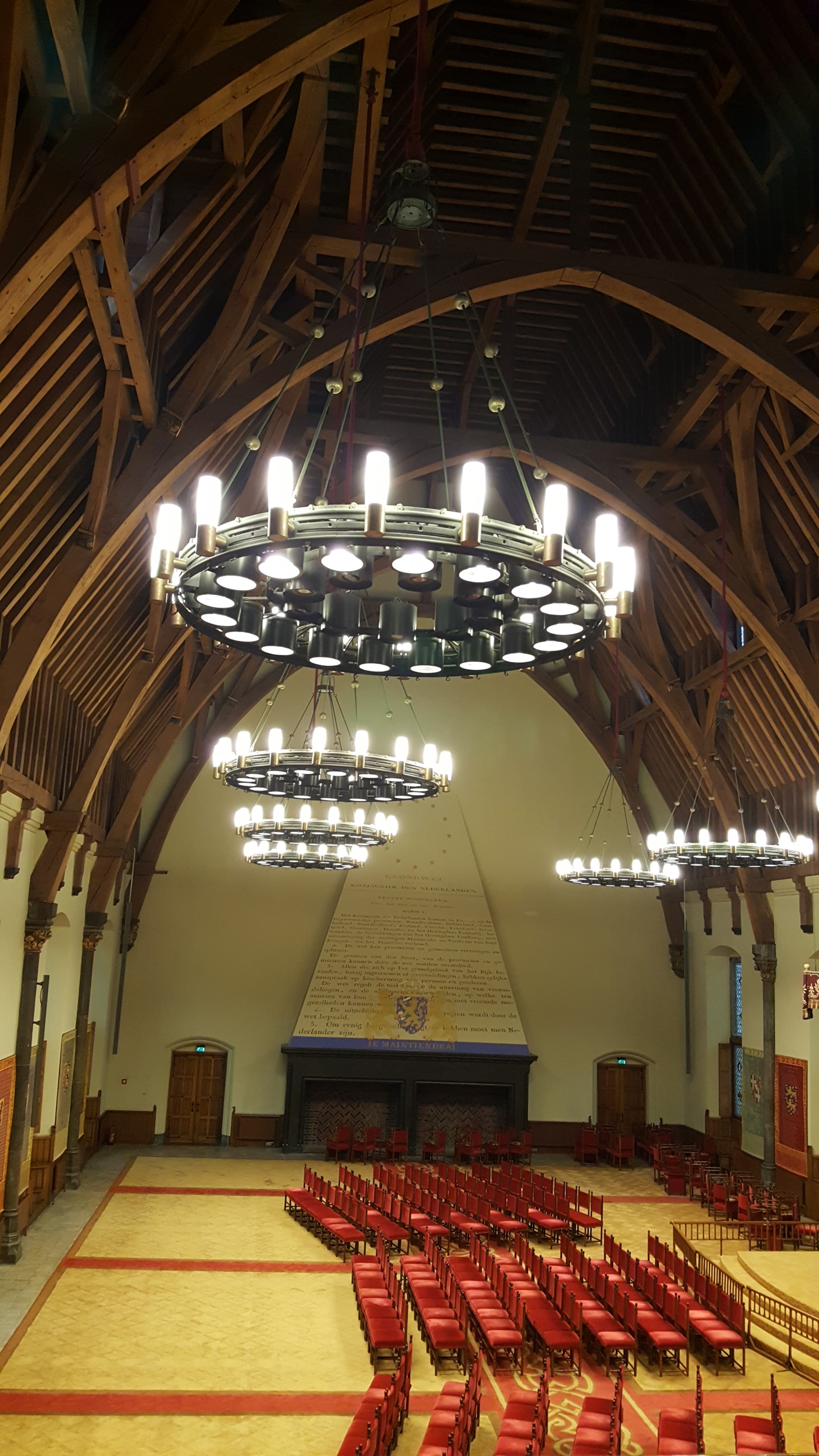
Intérieur de la Ridderzaal.

La salle des chevaliers mesure 17,89 mètres de large et 38,30 mètres de profondeur. La toiture a une portée libre de 17,80 mètres. La base du toit se trouve à une hauteur de 7,53 mètres et le faîte à une hauteur de 25,74 mètres. Les façades ont une épaisseur de 1,20 mètre et les contreforts de 1,10 sur 1,55 mètre. La salle repose sur trois caves communicantes dont les murs mesurent de 1,26 à 1,55 mètre d'épaisseur. À sa construction, au moyen âge tardif, il s'agissait d'une construction sans équivalent aux Pays-Bas, qui pouvait rivaliser avec les plus grandes salles d'Europe. Sous la salle des chevaliers se trouvent trois grandes caves, dont celle du milieu est la plus ancienne. Dans leur publication Comtes de Hollande, DEH de Boer et EH P. Cordfunke affirment que la cave du milieu est également le plus ancien bâtiment de la Binnenhof et existait déjà avant le Rolzaal, le Haagtoren, la tour d'escalier ronde, les appartements de la comtesse et la salle des chevaliers. Jusqu'en 2012, le sous-sol avant abritait un centre d'accueil et d'information. Depuis lors, cette partie est utilisée comme espace d'exposition.
Cette grande salle possède des vitraux représentant les armoiries des villes néerlandaises et des principales familles nobles des Pays-Bas. La lourde structure du toit en bois donne au visiteur l'impression de se trouver dans un grand navire renversé.

## Restaurations

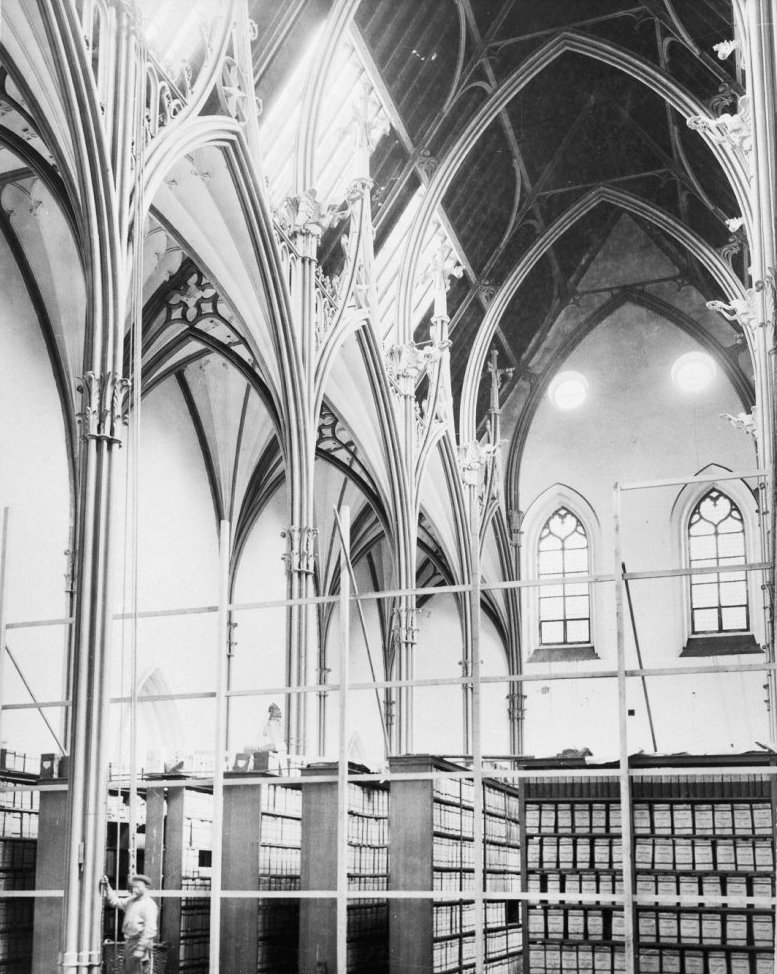
Salle des Chevaliers avec les travées en fonte avant restauration.

Plusieurs restaurations ont eu lieu, dont une en 1806 par l'architecte Adriaan Noordendorp commandée par le roi Louis Bonaparte. Le toit en bois est démoli en 1860 sous la direction de l'architecte d'État Willem Nicolaas Rose et remplacé par une construction néogothique en fonte. Willem Nicolaas Rose souhaite redonner à la salle son élégance d'origine. Il pense que la charpente en bois ne peut pas être celle originale car elle est d'une taille inégalée à l'époque. Il s'avérera plus tard qu'il avait tort et avait détruit la charpente d'origine, basant son travail sur ses propres recherches approfondies sur la salle des chevaliers. Heureusement, il avait demandé à son assistant Johannes Craner de réaliser des dessins de mesure précis.
En 1904, la salle des chevaliers est remise en service après une importante restauration sous la direction de l'architecte d'État Daniël Knuttel. La salle est fidèlement restaurée dans son état d'origine. La structure du toit en fonte de Rose est remplacée par une réplique du toit en bois d'origine du XIIIe siècle. Les dessins que Rose avait demandé à Craner de réaliser sont utilisés. Plusieurs dépendances qui avaient été construites au fil du temps contre la Hoge Zaal sont démolies. Knuttel est assisté par un comité dont l'un des membres, l'architecte du gouvernement Cornelis Peters, effectue de nombreuses recherches sur l'histoire du bâtiment.
La salle des chevaliers est rénovée en 2005. L'intérieur ressemble aujourd'hui en grande partie à ce qu'il était prévu en 1904. Les drapeaux provinciaux qui y étaient accrochés ont été remplacés par des tapisseries. Le Prinsjesdag 2006 (19 septembre), la salle est remise en service après rénovation.

## Trônes

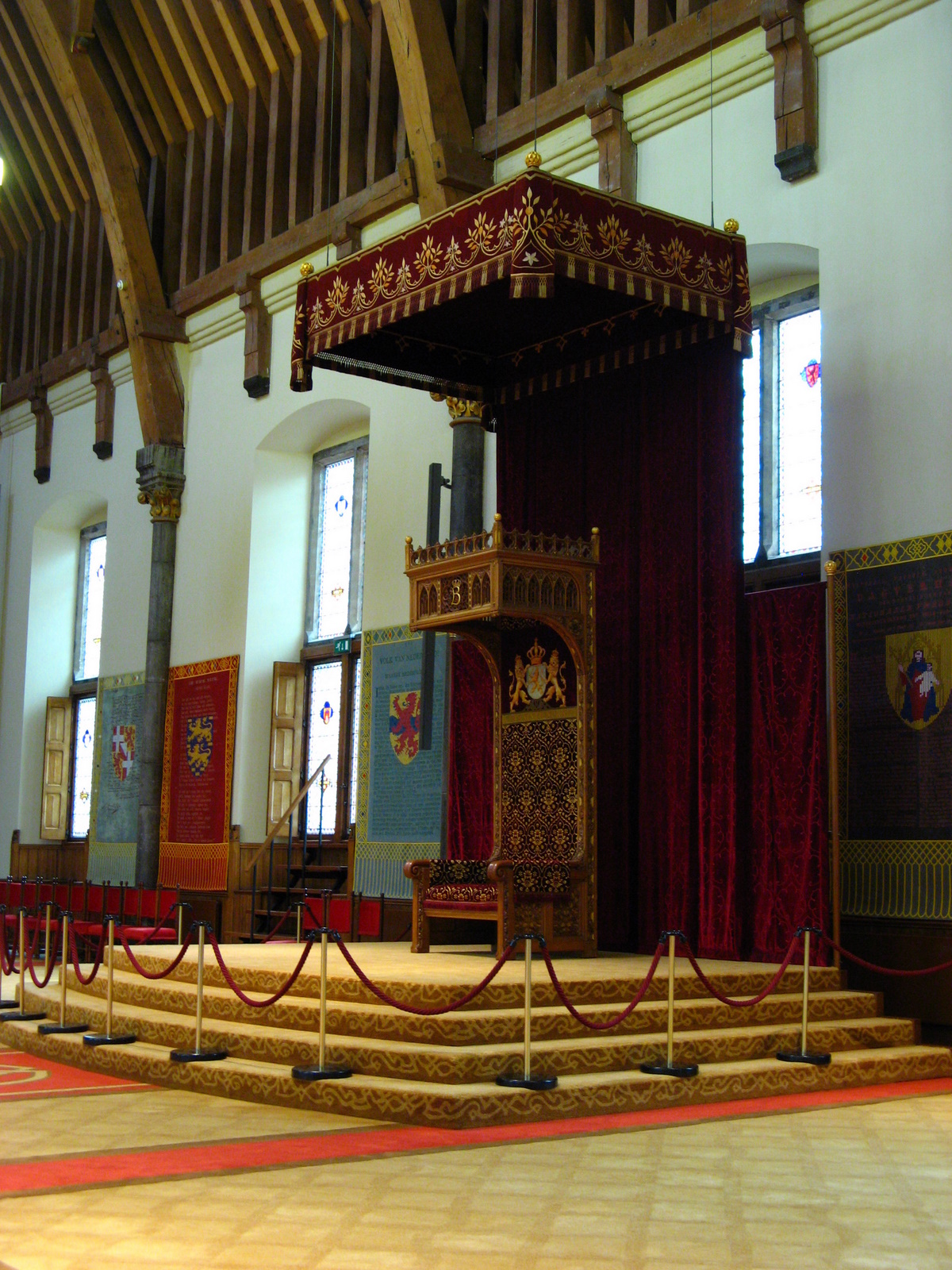
Trône du chef de l'État.

Le trône du chef de l'État est l'œuvre de l'architecte Pierre Cuypers ; il date de 1904. Il existe trois sièges plus petits (trônes cousins) pour le consort et les successeurs adultes du chef de l'État. Jusqu'en 1964, il s'agit des princesses Beatrix et Irène, puis Beatrix et Margriet. En 1968, un quatrième trône latéral est ajouté pour la princesse Christina. Ainsi, l'un des trônes latéraux était un « faux » – et l'identité de ce dernier était gardée secrète. Depuis 2013, l'un des trônes latéraux se trouve à nouveau dans la salle, pour la reine Máxima. Les trônes latéraux restants ne sont pas utilisés et sont stockés dans les salles du comte.

## Galerie d'images

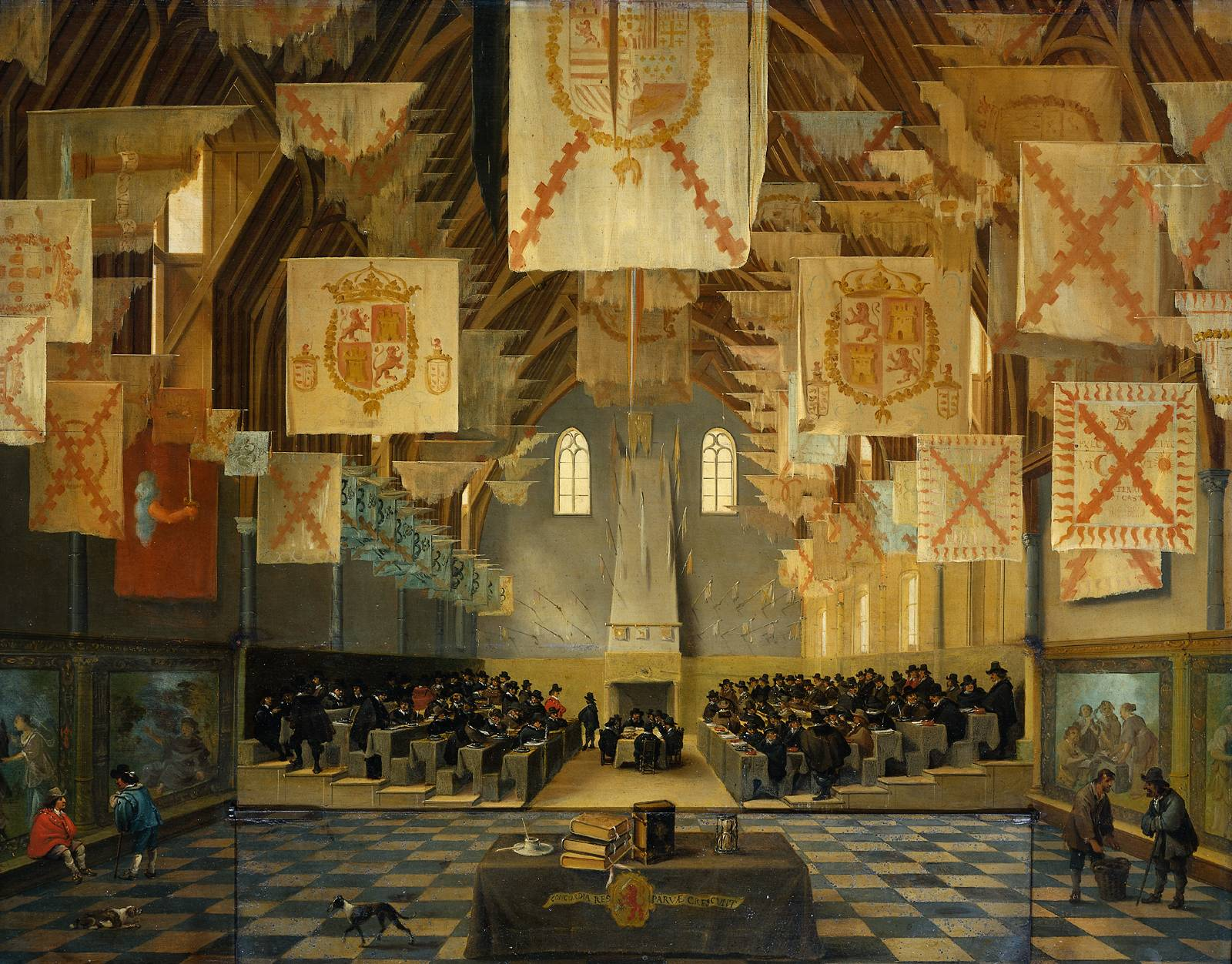
Grande assemblée des États généraux en 1651.
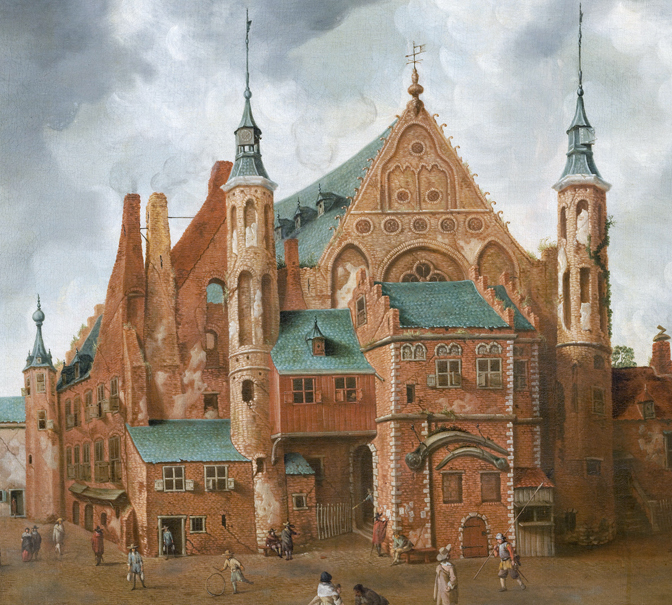
Projet peint de la construction du XVIIe siècle.
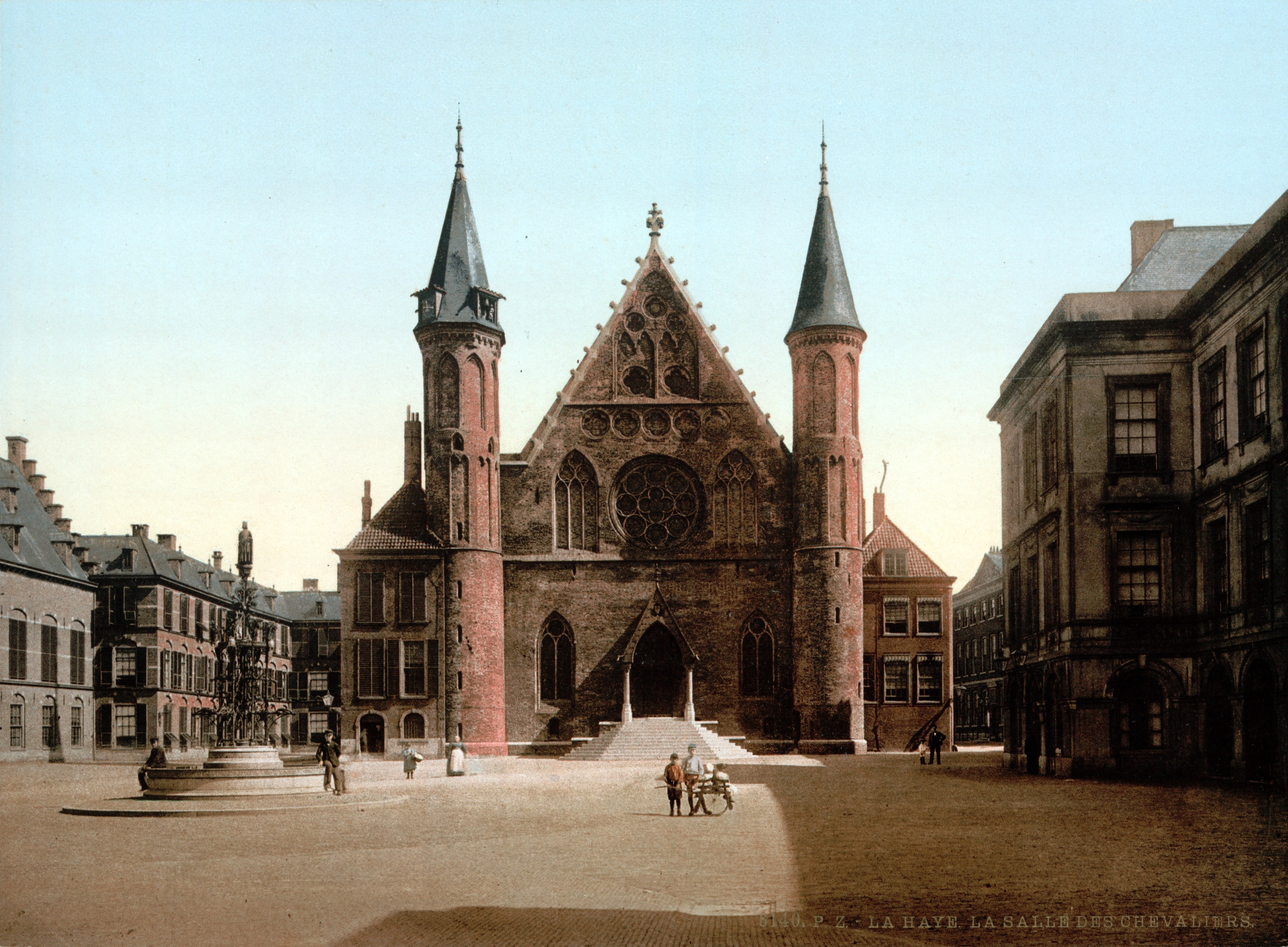
La Ridderzaal en 1900 après la restauration de Pierre Cuypers.
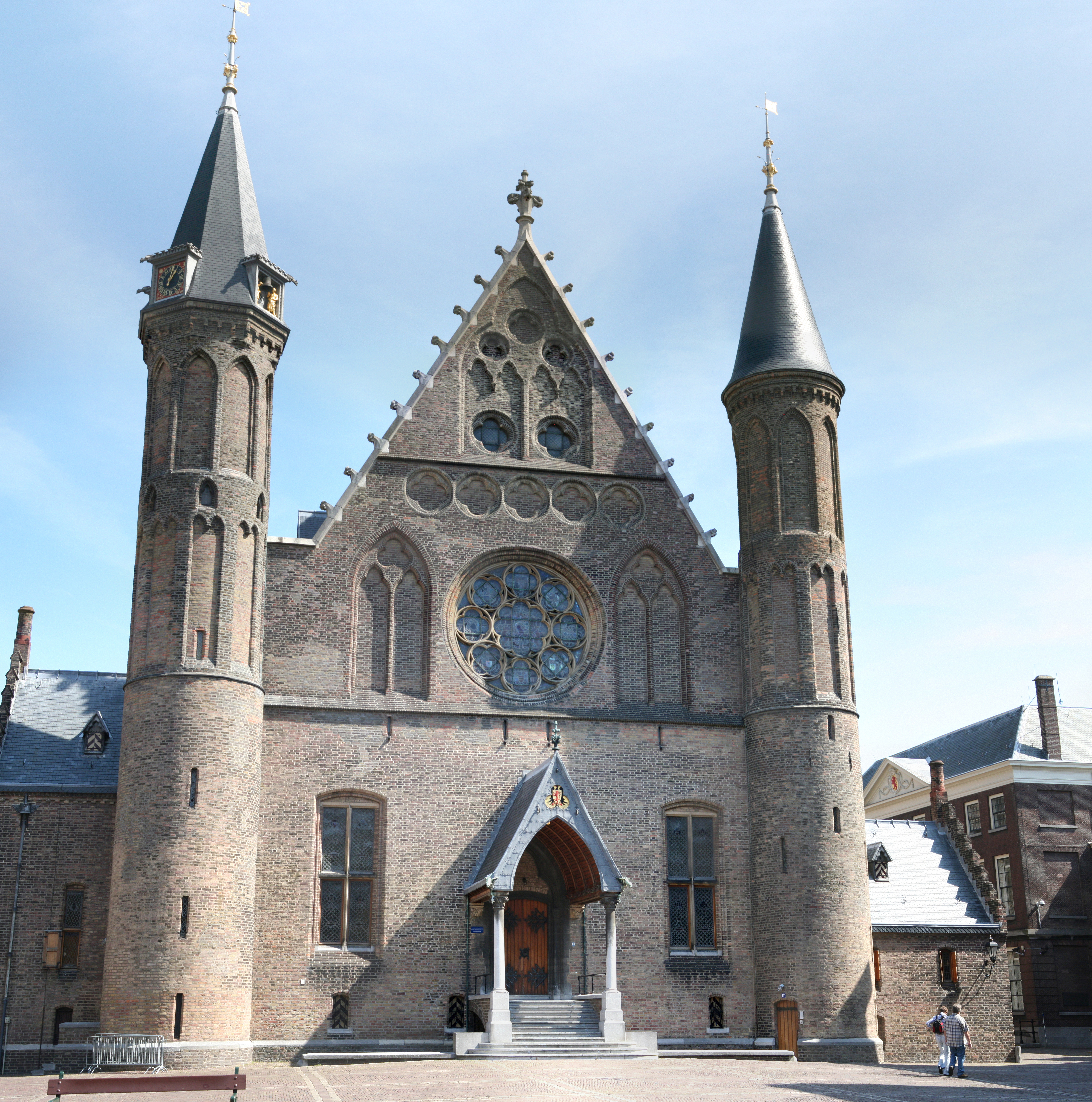
La Ridderzaal actuelle, photographiée en 2009.
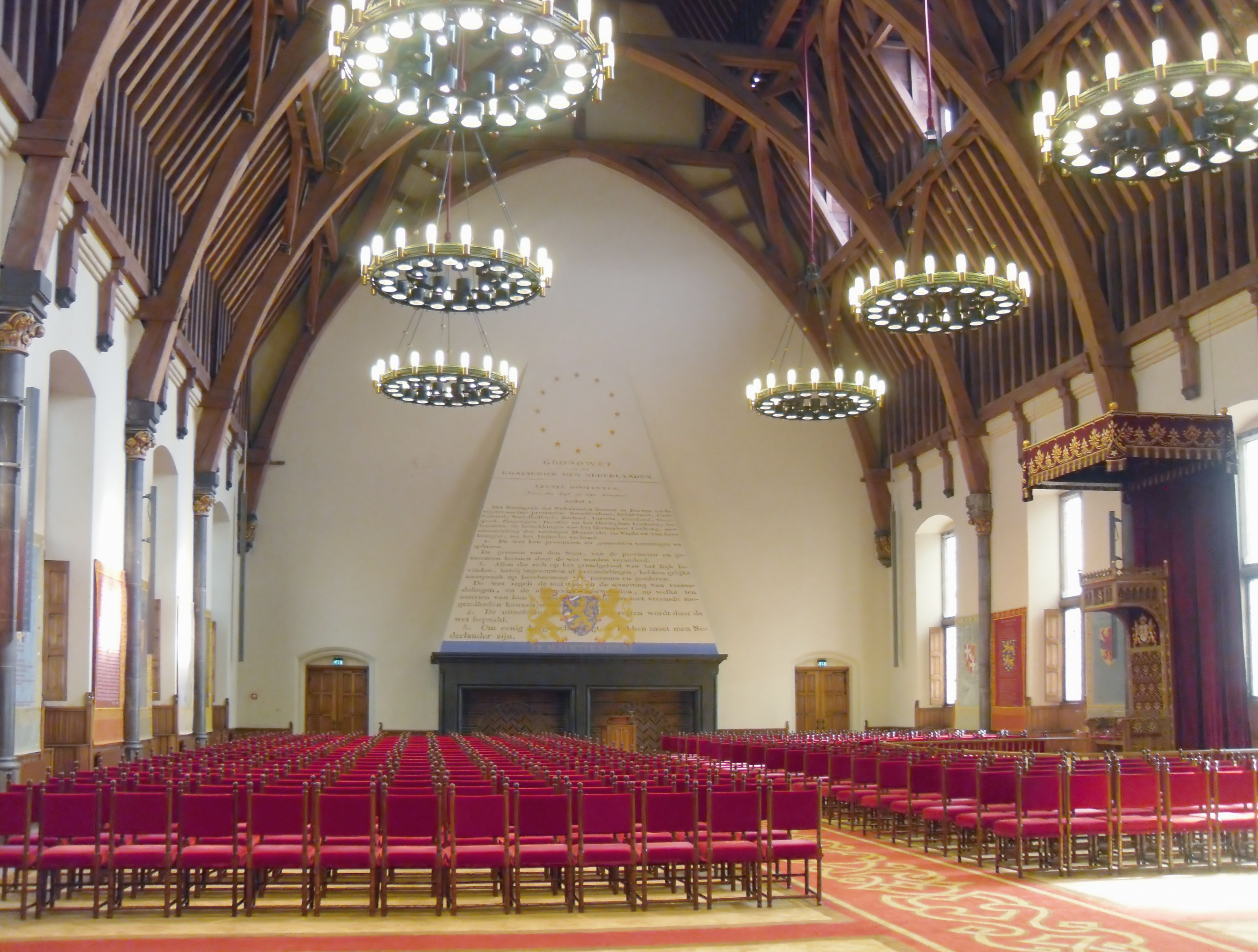
Salle principale de l'édifice.